# 1846

## Esdeveniments
Països Catalans
Resta del món
- 23 de setembre - Observatori de Berlín (Berlín, Alemanya): Johann Gottfried Galle descobreix el planeta Neptú.
- 10 d'octubre - prop de Liverpool (Anglaterra): William Lassell descobreix Tritó, el satèl·lit més gros de Neptú.

## Naixements
Països Catalans
- 17 de gener, Sabadell: Narcís Giralt i Sallarès, professor de teoria de teixits i pintor català.
- 29 de març, Barcelona: Rafael Roldós i Viñolas, pioner de la publicitat a Catalunya.
- 28 de maig, Sagunt, Camp de Morvedre: Antoni Chabret i Fraga, historiador valencià (m. 1907).
- 10 d'agost, Valls: Narcís Oller i Moragas, advocat i escriptor.[1]
- 12 de setembre, les Cabanyes, Alt Penedès: Josep Torras i Bages, eclesiàstic i escriptor català.
- 15 de desembre, Barcelona: Eusebi Güell i Bacigalupi, industrial, polític i mecenes català (m. 1918).
- 19 de desembre, Mataró: Joan Bialet i Massé, metge i advocat
- Barcelona: Antoni Feliu i Codina, periodista i polític català.

Resta del món
- 5 de gener: Rudolf Christoph Eucken, escriptor alemany, Premi Nobel de Literatura (m. 1926).
- 24 de febrer, Castellammare di Stabia, Campània: Luigi Denza, compositor.
- 14 de març, Viena, Àustria: Bertha von Brukenthal, compositora austríaca (m. 1908).[2]
- 17 de març, Hoxton, Londres, Anglaterra: Kate Greenaway, artista anglesa famosa per les il·lustracions de llibres infantils (m. 1901).[3]
- 24 d'abril, Londres (Anglaterra): Marcus Clarke, novel·lista i poeta australià d'origen anglès (m. 1881)[4]
- 5 de maig: Henryk Sienkiewicz, escriptor polonès, Premi Nobel de Literatura de l'any 1905 (m. 1916).[5]
- 2 de juny, Altenau, Baixa Saxònia: Hermine Hartleben, professora alemanya, biògrafa de Champollion (m.1919).[6]
- 27 de juny, comtat de Wicklow (República d'Irlanda): Charles Stewart Parnell, polític irlandès (m. 1891).
- 2 de juliol, West Meon, Hampshire: Marian Farquharson, naturalista britànica, activista pels drets de les dones (m. 1912).[7]
- 11 de juliol, Stuttgart: Anna Mehlig-Falk, pianista, deixebla de Franz Liszt (m. 1928).[8]
- 17 de juliol, Japó: Tokugawa Iemochi, 45è shogun.
- 17 d'agost, Steinseltz, Alsàcia: Marie Jaëll, compositora, pianista i pedagoga germanofrancesa (m.1925).[9]
- 20 d'agost, Como, Llombardia, Itàlia: Carolina Ferni, violinista i soprano italiana (m. 1926).[10]
- 11 de setembre, Sant Petersburg: Anna Dostoiévskaia, memorialista, editora de l'herència creativa del seu marit, Dostoievski (m. 1918).[11]
- 14 de setembre, Montsó, Cinca Mitjà: Joaquín Costa Martínez, polític, jurista, economista i historiador aragonès (m. 1911).
- 3 d'octubre, Stavanger, Noruega: Oskar Emil Schiøtz, físic i geòleg noruec.
- 11 d'octubre: Carlos Pellegrini, president de l'Argentina (m. 1906).
- 3 de novembre, Lausana, Suïssa: Elizabeth Thompson, pintora anglesa d'obres de gran format de temà bèl·lic (m. 1933).[12]

## Necrològiques
Països Catalans
Resta del món
- 1 de juny, Roma: Gregori XVI, nascut Bartolomeo Alberto (Mauro) Capellari, va ser el 254è Bisbe de Roma i Papa de l'Església Catòlica del 2 de febrer de 1831fins a la mort (n. 1765).[13]
- 13 d'octubre, Madrid (Espanya): Miquel Parra i Abril, pintor valencià, pintor de cambra de la cort del rei Ferran VII (n. 1780).